# Заветы (роман)
«Заветы» (англ. The Testaments) — роман канадской писательницы Маргарет Этвуд, впервые опубликованный в 2019 году. Это продолжение известного романа «Рассказ служанки» (1985). События, описываемые в романе «Заветы», происходят спустя 17 лет после периода, охваченного романом «Рассказ служанки». В романе «Заветы» история возникновения, существования и конца Гилеада рассказана тремя женщинами — главными героинями, одна из которых — тётка Лидия, уже известная по роману «Рассказ служанки», вторая — Агнес, молодая женщина из Гилеада, третья — Дейзи, девушка, живущая в Канаде.
В 2019 году роман Маргарет Этвуд «Заветы» разделил престижную Букеровскую премию по литературе с романом «Девушка, женщина, всё остальное» Бернадин Эваристо.
На русский язык роман «Заветы» переводится Анастасией Грызуновой и выйдет в издательстве «Эксмо» в 2020 году.

## Описание
Роман Маргарет Этвуд «Заветы» был выпущен одновременно как книга, презентация которой состоялась в Лондоне в сентябре 2019 года, и как аудиокнига. В аудиокниге текст тётки Лидии прочла Энн Дауд, актриса игравшая роль Лидии в сериале «Рассказ служанки». Маргарет Этвуд говорила, что именно то, как Энн Дауд сыграла роль тётки Лидии в сериале, сподвигло её к написанию новой книги — продолжения романа «Рассказ служанки».

## Награды и номинации
Роман был удостоен Букеровской премии за 2019 год. Он также был номинирован на премию Гиллера (Scotiabank Giller Prize) в 2019 году.